# Königliches Spiel von Ur

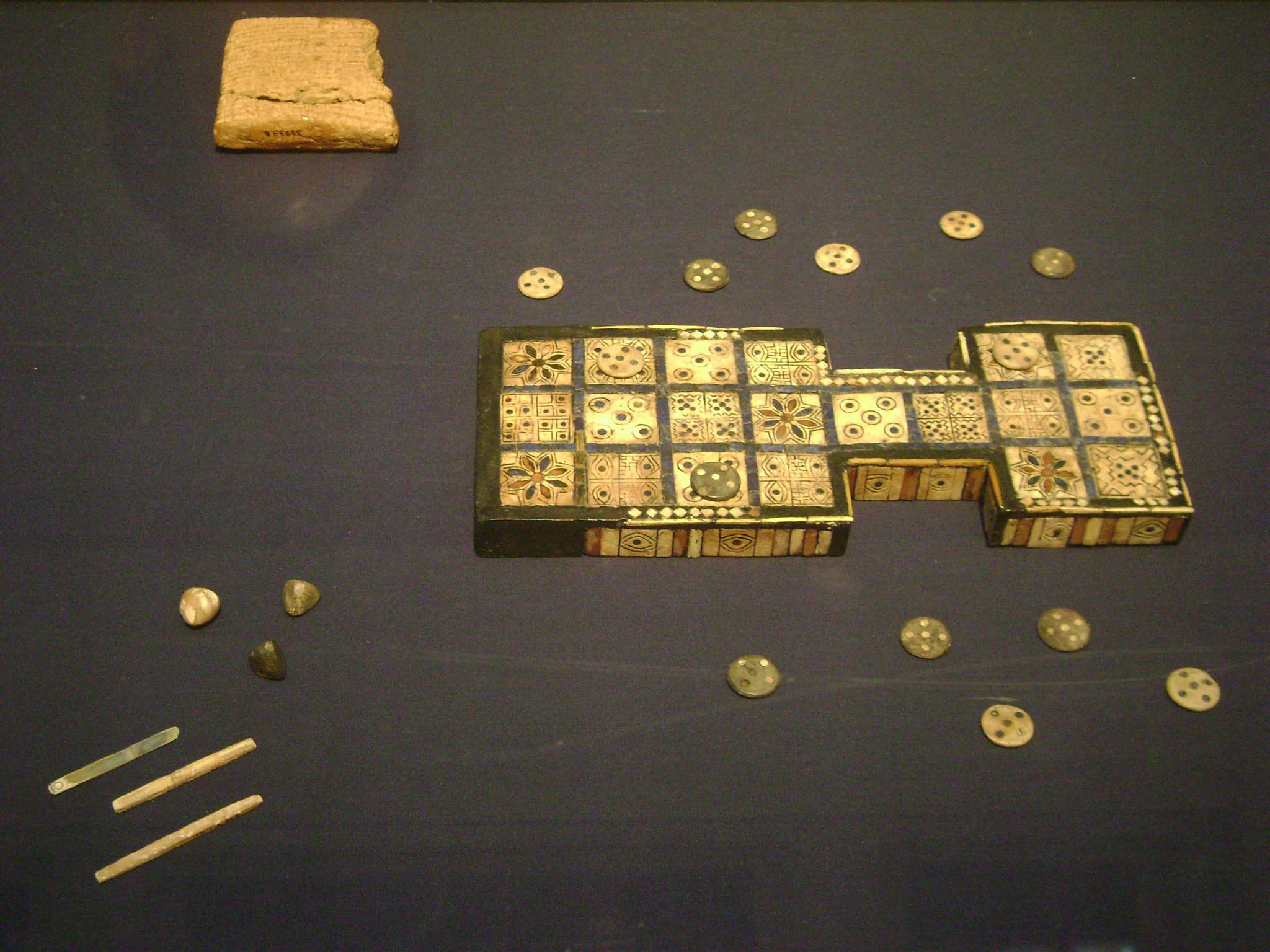
Das Königliche Spiel von Ur im British Museum, London

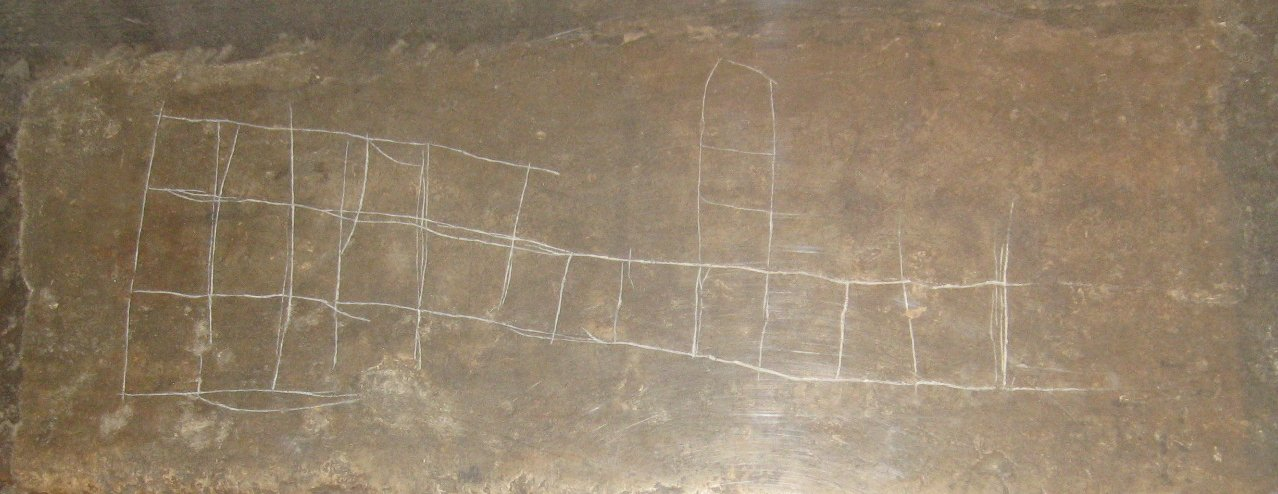
Khorsabad-Ritzung im British Museum

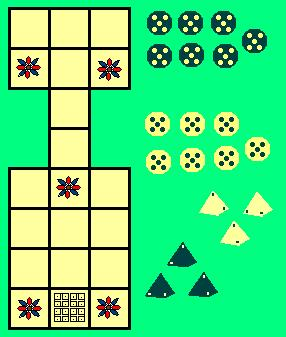
Die Spielfelder des Königsspiels. Vom rechten oder linken Hof aus läuft der Weg zunächst senkrecht nach unten, über die Mittelachse nach oben und dann zurück senkrecht zum jeweiligen Hof

Das Königliche Spiel von Ur ist ein Würfelbrettspiel für zwei Spieler, welches im frühen 3. Jahrtausend vor Christus in Mesopotamien entstand und bis in die Spätantike bei allen sozialen Schichten populär war. Im Königsfriedhof von Ur wurden erstmals zwischen 1922 und 1934 mehrere Spielbretter dieser Art bei Ausgrabungen von Leonard Woolley gefunden, weitere Exemplare kamen im gesamten Nahen Osten zu Tage. Es wurde nach seinem ersten Fundort benannt.
Dem Spiel wurde im Laufe seiner Entwicklung eine religiöse und hellseherische Funktion zugeschrieben. Der (Miss-)Erfolg eines Spielers im Spiel wurden mit (Miss-)Erfolg im privaten Leben assoziiert, und scheinbar zufällige Spielzüge wurden als Nachrichten von Gottheiten oder verstorbenen Verwandten interpretiert.
Die Spielregeln, wie sie im 2. Jahrhundert v. Chr. in Babylonien in Verwendung waren, konnten in den 1990er Jahren von Irving L. Finkel anhand der Form des Spielfelds und erhaltenen Inschriften auf einer babylonischen Tontafel rekonstruiert werden. Sie ähneln dem modernen Backgammon, welches ebenfalls Elemente von Strategie und Glück beinhaltet.

## Geschichte
Bei Ausgrabungen auf dem königlichen Friedhof der sumerischen Stadt Ur im heutigen (Süd-)Irak fand der britische Archäologe Sir Charles Leonard Woolley in den 1920er-Jahren mehrere Spielbretter gleichartigen Aussehens. Datiert wurden diese auf ca. 2600 v. Chr. Eines der Spielbretter ist im British Museum in London ausgestellt.
Weitere Spielbretter wurden unter anderem in Syrien, Ägypten, Sri Lanka, und Kreta gefunden, eines davon im Grab des Tutanchamun.
Im Königsfriedhof von Ur befindet sich auch das Kalkstein-Tor eines Palastes in Dur Šarrukin, einer ehemaligen Residenzstadt des Assyrischen Reiches, heute in der Nähe der nordirakischen Stadt Khorsabad gelegen. In dieses Tor wurde vor 2700 Jahren eine Version des Spielfeldes eingeritzt.
Die Spielregeln und Form des Spielbretts veränderten sich in einem Zeitraum von etwa 1200 Jahren stark. Dies wurde anhand einer Studie an circa 100, gut datierten, Spielbrettern erkannt. Außerdem fand man heraus, dass sich das Spiel um 1800 v. Chr. von Mesopotamien in die Levante, von der Levante um 1600 v. Chr. nach Ägypten, und dann nach Zypern und Nubien ausbreitete.
Eine Version des Spiels existiert bis heute unter der jüdischen Bevölkerung von Kochi, einer Stadt im Süden Indiens.
Das Königliche Spiel von Ur steht möglicherweise in Verbindung mit Senet, dem wichtigsten Spiel im Alten Ägypten.

## Spielregeln
Moderne Spielregeln für dieses Spiel wurden auf der Grundlage einer babylonischen Tontafel entwickelt, die aus dem Jahre 177 v. Chr. stammt und im British Museum aufbewahrt wird. Auf dieser Tafel wurden möglicherweise die damals gültigen Regeln des Königlichen Spiels von Ur oder ähnlicher Spiele beschrieben. Es handelt sich um den einzigen antiken Beleg für Spielregeln aus dieser Zeit. Dass diese Spielregeln den ursprünglichen Regeln entsprechen, wird bezweifelt, da sie mehr als 2000 Jahre jünger als die erhaltenen Spielbretter sind.
Im Königsspiel müssen zwei Parteien ihre Spielfiguren über einen festgelegten Weg zunächst in das Brett „hineinwürfeln“, am Ende mit einem passenden Wurf wieder „herauswürfeln“. Zu dem Spielbrett gehören sieben Spielsteine je in den Farben schwarz und weiß sowie vier Spielwürfel in Form eines Tetraeders. Die Spielwürfel haben jeweils kleine Einkerbungen an zwei der vier Ecken. Zeigt eine solch eingekerbte Ecke nach oben, so gilt dies als ein Zähler. Für einen Spielzug werden alle Zähler der vier Spielwürfel zusammengezählt. Die Spielsteine werden gemäß der gewürfelten Augenanzahl in einer festgelegten Spur über das Spielbrett geschoben, wobei die Mittelachse von beiden Spielern benutzt wird und die Spielpartner einander dort „herauswerfen“ können. Gespielt wird nur vorwärts, bereits besetzte Spielfelder können nicht von einem zweiten Spielstein besetzt werden. Zieht ein Stein auf ein mit einem Stern gekennzeichnetes Spielfeld, darf der gleiche Spieler noch einmal würfeln. Gegnerische Figuren dürfen auf den Sternfeldern jedoch nicht herausgeworfen werden.

## Zitate
“The really good thing about this game is that you can never be complacent because just when you think you have it in the bag – Bang! Bang! Bang! – and you have to go all over again. And I think that’s one of the good things about it. So you never know who is going to win until you’ve won – and this is a good message for life.”

„Wahrlich wunderbar an diesem Spiel ist, dass du nie selbstzufrieden sein kannst, denn gerade wenn du denkst, die Partie in der Tasche zu haben – Peng! Peng! Peng! – musst du wieder von vorn anfangen. Und ich denke, das ist eine der guten Seiten daran. Somit weiß man nicht, wer gewinnen wird, bis jemand wirklich gewonnen hat – und das ist eine gute Lektion fürs Leben.“